# Políedre de Kepler-Poinsot

Una única cara s'ha acolorit en groc i el seu perímetre de vermell per ajudar a identificar les cares.

Els políedres o sòlids de Kepler-Poinsot són els políedres estelats regulars. Cadascun té cares que són polígons convexos regulars congruents o polígons estelats i té el mateix nombre de cares que es troben a cada vèrtex (compareu amb els políedres platònics).
Hi ha quatre Sòlids de Kepler-Poinsot :
- el petit dodecàedre estelat
- el gran dodecàedre estelat
- el gran dodecàedre
- el gran icosàedre.

Malauradament aquestes figures es coneixen com a 'sòlids' però s'entenen millor en tant que superfícies. Aquestes figures poden induir a error, ja que inclouen els pentacles com les cares i les figures dels vèrtexs. Pot semblar erròniament que hi ha vèrtex i arestes on les cares es tallen, però aquestes arestes i vèrtex no es compten pas.
Si es compten les interseccions com noves arestes i nous vèrtex, llavors aquests políedres ja no són regulars, però encara poden ser considerats estelacions.
En quatre dimensions, hi ha 10 sòlids de Kepler-Poinsot, i en dimensió n amb n ≥ 5, no n'hi ha cap.

## Geometria
| Nom                      | Imatge                   | Symbole de Schläfli {p,q} | Cares {p} | Arestes | Vèrtex {q} figver. | χ  | Simetria | Dual                     |
| ------------------------ | ------------------------ | ------------------------- | --------- | ------- | ------------------ | -- | -------- | ------------------------ |
| Petit dodecàedre estelat | Petit dodecàedre estelat | {5/2,5}                   | 12 {5/2}  | 30      | 12 {5}             | -6 | Ih       | Gran dodecàedre          |
| Gran dodecàedre estelat  | Gran dodecàedre estelat  | {5/2,3}                   | 12 {5/2}  | 30      | 20 {3}             | 2  | Ih       | Gran icosàedre           |
| Gran dodecàedre          | Gran dodecàedre          | {5,5/2}                   | 12 {5}    | 30      | 12 {5/2}           | -6 | Ih       | Petit dodecàedre estelat |
| Gran icosàedre           | Gran icosàedre           | {3,5/2}                   | 20 {3}    | 30      | 12 {5/2}           | 2  | Ih       | Gran dodecàedre estelat  |

El petit i el gran dodecàedre estelats tenen cares en forma de pentacles no convexos regulars. El gran dodecàedre i el gran icosàedre tenen cares en forma de pentàgons convexos, però tenen figures de vèrtex en forma de pentacles. El primer parell i el segon són els duals uns dels altres. Les arestes són les que estan especialment ressaltades a les imatges de la taula.

## Història
Un petit dodecàedre estelat apareix en el mosaic del sòl de la basílica de Saint-Marc de Venècia a Itàlia. Data del segle XV i de vegades s'atribueix a Paolo Uccello.
En la seva Perspectiva corporum regularium (Perspectives dels sòlids regulars)  Arxivat 2016-10-13 a Wayback Machine., un llibre de gravats sobre fusta publicat al segle xvi, Wenzel Jamnitzer descriu el gran dodecàedre. És clar, a partir de l'arranjament general del llibre, on ell considera els cinc sòlids platònics com a regulars, sense comprendre la naturalesa regular del seu gran dodecàedre. Descriu també una figura sovint confosa amb el gran dodecàedre estrellat, com que les superfícies triangulars dels braços no són del tot coplanàries, té 60 cares triangulars.
Els sòlids de Kepler foren descoberts per Johannes Kepler el 1619. Els va obtenir per estelació del dodecàedre convex regular, en principi tractant-lo com una superfície més que com un sòlid. Va notar que estenent les arestes o les cares del dodecàedre convex fins que es tornen a trobar, podia obtenir pentàgons estelats. A més, va reconèixer que aquests pentàgons estelats eren també regulars. Va trobar dos dodecàedres estrellats d'aquesta manera, el petit i el gran. Cadascun té la regió convexa central de cada cara "amagada" a l'interior, amb només el braç triangular visible.L'últim pas de Kepler va ser recoixer que aquests poliedres coincidien amb la definició dels sòlids regulars, encara que no fossin convexos, com ho eren els sòlids platònics tradicionals.
El 1809, Louis Poinsot va redescobrir aquestes dues figures. Va considerar tant els vèrtexs estelats com les cares estelades, i així va descobrir dues estrelles regulars més, el gran icosàedre i el gran dodecàedre. A Aquests dos polígons alguns autors els anomemenen els sòlids de Poinsot. Poinsot no sabia si havia descobert tots els poliedre estrellats regulars o encara n'hi podia haver més.
Tres anys més tard, Augustin Cauchy va demostrar que la llista era completa, i gairebé mig segle més tard Bertrand va donar una demostració més elegant a partir dels sòlids platònics.
Els sòlids de Kepler-Poinsot van rebre noms amb què es coneixen avui en dia l'any 1859, per Arthur Cayley.

## La característica d'Euler
Un sòlid de Kepler-Poinsot cobreix la seva esfera circumscrita més d'una vegada. A causa d'això, no són necessàriament topològicament equivalents a l'esfera com ho són els sòlids platònics, i en particular, la característica d'Euler
V - A + C = 2
no és pas sempre vàlida.
El valor de la característica d'Euler χ depèn de la forma del políedre. Considerant per exemple el petit dodecàedre estelat . Està constituït per un dodecàedre amb una piràmide pentagonal sobre cadascuna de les seves dotze cares. Cadascuna de les dotze cares és un pentacle amb la part pentagonal amagada en el sòlid. La part exterior de cada cara està constituïda de cinc triangles que es toquen només en cinc punts. Alternativament, es podrien comptar aquests triangles com cares separades - n'hi ha 60 (però són només triangles isòsceles, i no polígons regulars). De manera similar, cada aresta quedaria ara dividida en tres arestes (però llavors, són de dues menes). Els "cinc punts" que s'acaben de mencionar, formen junts els 20 vèrtex suplementaris, així, hi ha un total de 32 vèrtex. Els pentàgons interns amagats no són necessaris per formar la superfície del poliedre i poden dispareixer. Ara, la relació d'Euler és vàlida: 60 - 90 + 32 = 2. No obstant això, aquest poliedre no és el descrit pel símbol de Schläfli {5/2,5}, i per tant, no pot ser un sòlid de Kepler-Poinsot encara que s'hi assembli d'aspecte exterior.